# حاجی رسول
حاجی رسول، روستایی از توابع بخش نوک‌آباد شهرستان خاش در استان سیستان و بلوچستان ایران است.

## جمعیت
این روستا در دهستان نازیل قرار دارد و براساس سرشماری مرکز آمار ایران در سال ۱۳۸۵، جمعیت آن ۲۲۱ نفر (۴۷خانوار) بوده‌است.